# St. Martin, Šentjurij ob Dolgem jezeru
St. Martin je naselje v Občini Šentjurij ob Dolgem jezeru v Okraju Šentvid ob Glini na Koroškem v Avstriji.